# Coleophora parthenica
Coleophora parthenica é uma espécie de mariposa do gênero Coleophora pertencente à família Coleophoridae.